# グリプトキソセラス
グリプトキソセラス（学名：Glyptoxoceras）は、約1億530万年前から約6604.3万年前にかけて、すなわち、中生代白亜紀前期（前期白亜紀）の末期から白亜紀末にかけて（アルビアン末期からマーストリヒチアン末にかけて）、世界中の海洋に棲息していたアンモナイト類の1属。ディプロモセラス科に分類される異常巻きアンモナイトの一種である。

## 命名
グリプトキソセラス属は、イギリスの地質学者レオナルド・フランク・シュペート (1882-1957) が1926年に記載なく提唱した属であった。Spath はハミテス属の Hamites (Anisoceras) rugatus をジェノタイプとしてグリプトキソセラス属を設立したが、H. (A.) rugatus が H. (A.) indicus のジュニアシノニム（後行異名）とされていたため、H. (A.) indicus がジェノタイプ G. indicum に指定された。なお、A. indicus はエドワード・フォーブス (Edward Forbes) による1845年の論文で A. subcompressum と同種と考えられ、フェルディナンド・ストリチカによる1895年の論文でジュニアシノニムに指定されたが、1895年にフランツ・コスマットがハミテス属アニソセラス亜属内における独立種と見做した過去があった。

## 特徴
殻は開けた螺旋を描いており、横から見るとラテン文字アルファベットの C の字に似る。G. texanum のタイプ標本では最大直径は 7.4 cmで、殻の表面には 1 cmあたり 6本の細い肋が等間隔で密に並んでいる。複数の種には殻にくびれも確認されている。

## 化石産出地
化石の産出地は以下のとおり。数字は標本の数。
- ヨーロッパでは、デンマーク (1)、ドイツ (3)、オランダ (1)、ベルギー (2)、フランス (16)、スペイン (1)、オーストリア (2)、ウクライナ (1)。
- アジアでは、タジキスタン (2)、イラン (1)、アラブ首長国連邦 (1)、インド (1)、日本（※記述なし）[注 1]。
- アフリカでは、南アフリカ共和国 (2) [注 2]、マダガスカル (1)。
- オセアニアからはオーストラリア (6)。
- 北アメリカはカナダ（2: ブリティッシュコロンビア州）とアメリカ合衆国（17: ニュージャージー州、アラバマ州、ミシシッピ州、テキサス州、カリフォルニア州、ニューメキシコ州）。
- 南アメリカは、ベネズエラ (1)、コロンビア (2)、ブラジル (2)。

日本では北海道（蝦夷層群）のほかに高知県（四万十層群）・鹿児島県（姫浦層群）から産出している。姫浦層群では少なくとも下部カンパニアン階からマーストリヒチアン階での産出が認められている。また、兵庫県の湊頁岩層からも本属らしきアンモナイトが転石から採集されている。

## 分類

### 下位分類
Fossilworks に掲載されている種は学名の後に [Fw] と表示している。Fossiwoks の情報に基づくものは文章の最後（文末の外）に出典表示している。Fossiwoks の出典表示が無い記述はそれ以外の資料に基づいている。
- Glyptoxoceras aquisgranense (Schlüter, 1872)   [Fw]

年代：84.9 - 70.6 Ma。産出地：ドイツ (2)、フランス (1)、アメリカ（1: ニュージャージー州）。
- Glyptoxoceras brasiliense Maury, 1930   [Fw]

年代：70.6 - 66.043 Ma。産出地：ブラジル（1: リオグランデ）。
- Glyptoxoceras circulare Shimizu, 1935   [Fw]

年代：70.6 - 66.043 Ma。産出地：オランダ。
フェルディナンド・ストリチカに報告されていた A. sumcompressum (B.M.83624) が G. subcompressum のホロタイプ標本と異なる特徴を示していたことから、1935年に清水三郎が命名した。
- Glyptoxoceras crispatum Moberg, 1885   [Fw]

年代：85.8 - 84.9 Ma。フランス (4)。
- Glyptoxoceras ellisoni Young, 1963   [Fw]

- Glyptoxoceras indicum Forbes, 1846   [Fw]

年代：94.3 - 66.043 Ma。インド (1)、ベネズエラ (1)。
エドワード・フォーブス (Edward Forbes) が報告。G. cf. indicum は後期カンパニアン期からマーストリヒチアン期を示すとされる。
- Glyptoxoceras largesulcatum Forbes, 1846   [Fw]

年代：105.3 - 66.043 Ma。オーストリア (1)、インド (1)、マダガスカル (1)、オーストラリア (1)、アメリカ（1: カリフォルニア州）。
地質年代 105.3 Ma（約1億530万年前）は、前期白亜紀の末期をも意味するアルビアン末期であり、本種は、同属中、既知で最も早い時代からの出土例である。
- Glyptoxoceras largesulcatus

フォーブスが報告。G. (?) nipponicum と似ており、Jimbo（神保）が報告した未定種のハミテス属が本種あるいはG. (?) nipponicum に属する可能性が指摘されている。
- Glyptoxoceras neresis

フォーブスが報告。インドのポンディシェリに分布するヴァルダイル累層 (Valudavur Formation, 70.6-66.0Ma) より産出が確認されている。
- (?) Glyptoxoceras nipponicum Shimizu, 1935   [Fw]

日本で発見された種。巻きの形は G. circulare に類似するが、肋はより粗い。
- Glyptoxoceras obliquecostatum

日本で発見された種で、Jimbo（神保）により記載。
- Glyptoxoceras parahybense Maury, 1930   [Fw]

年代：70.6 - 66.043 Ma。産出地：ブラジル（リオグランデ）。
- Glyptoxoceras retrorsum Schlüter, 1872   [Fw]

年代：84.9 - 70.6 Ma。産出地：フランス (5)、タジキスタン (2)、ベルギー (1)、ドイツ (1)、オーストリア (1)、ウクライナ (1)、イラン (1)。
- (?) Glyptoxoceras ryugasense

日本の北海道に分布する函淵層群龍ケ瀬累層から産出。
- Glyptoxoceras rugatum Forbes, 1846   [Fw]

年代：70.6 - 66.043 Ma。産出地：オーストラリア (7)、インド (1)。
全体的に G. indicum に類似するが、フランツ・コスマットが報告した標本はフォーブスが報告したものよりも明瞭な肋をもつ。Forbesの報告した標本断片は緩い湾曲を示しており、比較的真っ直ぐな両端では螺環断面が楕円形を、湾曲の中央部では円形をなす。
- Glyptoxoceras souqueti Collignon, 1983   [Fw]

年代：85.8 - 84.9 Ma。産出地：フランス (5)。
- Glyptoxoceras subcompressum Forbes, 1846   [Fw]

年代：84.9 - 66.043 Ma。産出地：南アフリカ共和国 (2)、オランダ (1)、タジキスタン (1)、インド (1)、オーストラリア (1)、カナダ（1: ブリティッシュコロンビア州）、アメリカ（1: カリフォルニア州）。
ホロタイプ標本はB.M.10491。
- Glyptoxoceras tenuisuleatum Schlüter, 1872   [Fw]

年代：85.8 - 66.043 Ma。産出地：デンマーク (1)、オーストリア (1)、インド (1)。
フォーブスが報告。インドのポンディシェリに分布するアリヤルール層群 (Ariyalur Group. cf. en) 下部やヴアルダイル累層より産出が確認されている。
- Glyptoxoceras texanum Kennedy et al., 2001   [Fw]

年代：85.8 - 84.9 Ma。産出地：アメリカ（テキサス州）。
アメリカ合衆国テキサス州北東部のサントニアン階の堆積層から産出。類似の化石がモササウルス科などの産出で知られるスモーキーヒルチョーク層から得られており、この化石は同層で初のアンモナイト化石となった。
- Glyptoxoceras undulatum

フォーブスが報告。インドのポンディシェリに分布するヴアルダイル累層より産出が確認されている。
- Glyptoxoceras wakanenei Marshall, 1926   [Fw]

## 論文

### 記載論文
属
- レオナルド・フランク・シュペートの手になる原記載論文 Spath(1925) の一次資料は未確認。

種
- Shimizu, Saburo (Comm.: 12 July 1935). “The Upper Cretaceous Ammonites So-called Hamites in Japan”. Proceedings of the Imperial Academy (Japan Academy) 11 (7):  272-273. doi:10.2183/pjab1912.11.271. ISSN 1881-1140 2021年2月7日閲覧。.
- Matumoto, Taturo (1938). “A Biostratigraphic Study on the Cretaceous Deposits of the Naibuti Valley, South Karahuto”. Proceedings of the Imperial Academy (Japan Academy) 14 (5):  92-193. doi:10.2183/pjab1912.14.190. ISSN 1881-1140 2021年2月7日閲覧。.
- Matsumoto, Tatsuro; Okada, Hakuyu (1978). “Evaluation of Molluscan Fossils from the Mesozoic of the Shimanto Belt”. Proceedings of the Japan Academy, Series B (Japan Academy) 54 (7):  326. doi:10.2183/pjab.54.325. ISSN 1349-2896 2021年2月7日閲覧。.
- Everhart, Michael J.; Maltese, Anthony (April 2010). “First Report of a Heteromorph Ammonite, cf. Glyptoxoceras, from the Smoky Hill Chalk (Santonian) of Western Kansas, and a Brief Review of Niobrara Chalk Cephalopods”. Transactions of the Kansas Academy of Science (Kansas Academy of Science) 113 (1&2):  64-70. doi:10.1660/062.113.0205 2021年2月7日閲覧。.
  - Everhart, Michael J.; Maltese, Anthony (2010). “First report of a heteromorph ammonite, cf. Glyptoxoceras, from the Smoky Hill Chalk (Santonian) of western Kansas, and a brief review of cephalopods of the Niobrara Chalk”. Transactions of the Kansas Academy of Science (Kansas Academy of Science) 113 (1&2):  64-70 2021年2月7日閲覧。.[リンク切れ]

### 他の研究論文
- 松本達郎「南部印度白堊系と本邦白堊系との對比 : 特に菊石類化石に基いて」『地質学雑誌』第49巻第584号、日本地質学会、1942年、155-156頁、doi:10.5575/geosoc.49.149、ISSN 1349-9963、2021年2月7日閲覧。
- 田代正之、大塚雅勇「牛深市早浦産のイノセラムス」『地質学雑誌』82巻2号、日本地質学会、1976年2月、139-141頁、doi:10.5575/geosoc.82.139、ISSN 1349-9963、2021年2月7日閲覧。
- 小林文夫、竹村厚司、古谷裕、清水大吉郎、三枝春生、鎮西清高、半田久美子、植村和彦「兵庫県産化石」『人と自然』第5巻、兵庫県立人と自然の博物館、1995年、105頁、doi:10.24713/hitotoshizen.5.0_45、ISSN 2185-4513、2021年2月7日閲覧。
- 小城祐樹、小松俊文、岩本忠剛、高嶋礼詩、高橋修、西弘嗣「天草上島東部に分布する上部白亜系姫浦層群の層序と詳細な地質年代」『地質学雑誌』第117巻、日本地質学会、2011年、412頁、doi:10.5575/geosoc.117.398、ISSN 1349-9963、2021年2月7日閲覧。
- 小松俊文、三宅優佳、真鍋真、平山廉、籔本美孝、對比地孝亘「甑島列島に分布する上部白亜系姫浦層群の層序と化石および堆積環境」『地質学雑誌』第120巻Supplement、日本地質学会、2014年、35頁、doi:10.5575/geosoc.2014.0011、ISSN 1349-9963、2021年2月7日閲覧。